# Tosia neossia
Tosia neossia är en sjöstjärneart som beskrevs av Naughton och Colonel O'Hara 2009. Tosia neossia ingår i släktet Tosia och familjen ledsjöstjärnor. Inga underarter finns listade i Catalogue of Life.